# Halasi Béla (közgazdász)
Halasi Béla (Kisvárda, 1887. október 26. – Chicago, 1965. december 2.) jogász, közgazdász, gazdaságpolitikus.

## Életútja
Halasi Simon nagykállói származású kereskedő és Tüchler Laura gyermeke. Jogi diplomáját a budapesti tudományegyetemen szerezte. 1911-ben a Huszadik Század munkatársa lett, előadott a Társadalomtudományi Társaság szabadiskolájában is. 1914-ben tette le az ügyvédi vizsgát. 1918-ban kinevezték a Károlyi-kormány külügyminisztériumának osztálytanácsosává, 1919-ben pedig a béketárgyalások gazdasági kérdéseinek előkészítésével foglalkozott kormánybiztosi minőségben. A Tanácsköztársaság bukása után kivándorolt. Heidelbergben alapította meg Emil Ledererrel közösen a nyugat-európai szocialisták Weltwirtschaftliche Korrespondenz c. folyóiratát, melyet szerkesztett is. 1926-ban átköltözött Berlinbe, itt nemcsak lapszerkesztőként működött, hanem a Hochschule für Wirtschaft und Verwaltung professzora volt egészen Adolf Hitler hatalomra jutásáig. 1933-tól Brüsszelben mint a Bureau d'Études Sociales tudományos titkára dolgozott. 1939-ben New Yorkba távozott. A Yale Egyetemen és a New School for Social Research főiskolán adott elő, majd a chicagói Roosevelt Egyetemen közgazdaságtan-professzora volt.

## Főbb művei
- Az angol mezőgazdaság hanyatlása. – A demokrata Anglia és a vétó-bill. (Huszadik Század, 1911)
- Az új Kína. – A balkáni helyzet. – Külföldi aktualitások. A hadi kiadások. A balkáni háború. (Huszadik Század, 1913)
- A tőkés termelés. (Szabadgondolat, 1913)
- A könyvkivonati illetékesség megszűnése. (Bp., 1914)
- A magyar általános polgári törvénykönyv javaslata. Vélemény és bírálat, különös tekintettel a kereskedelem érdekeire. 1. A * kötelmi jog. Általános részt. (Bp., 1914)
- Háború és kereskedelem. (Huszadik Század, 1914)
- A közszabadság Angliában és a háború. – Svájc és a háború. – A háború egyházjoga. (Huszadik Század, 1916)
- A lánckereskedelmi rendelet magyarázata. (Háborús gazdasági füzetek. 3. Bp., 1917)
- Az orosz külpolitika irányai. – Birtokreform és választójog. (Huszadik Század, 1917)
- Szabó Ervin. (Szociálpolitikai Szemle, 1918)
- Handelspolitik. (Berlin, 1930)
- De l’interventionnisme a l’économie dirigée. (Revue des Sciences Économiques, 1932)
- Die Goldwahrung. Grundzüge der Wahrungstheorie. (Berlin, 1933)
- The Problem of Full Employment. – Survey of Recent American Literature on Postwar Economic Security. (International Postwar Problems. New York, 1943).